# Deadache
Deadache je album finske glasbene skupine Lordi. Izšel je leta 2008 pri založbi Sony Music.

## Seznam skladb
1. "SCG IV" - 0:42
2. "Girls Go Chopping" - 4:02
3. "Bite It Like a Bulldog" - 3:29
4. "Monsters Keep Me Company" - 5:28
5. "Man Skin Boots" - 3:42
6. "Dr. Sin Is In" - 3:37
7. "The Ghosts of the Heceta Head" - 3:48
8. "Evilyn" - 4:00
9. "The Rebirth of the Countess" - 1:59
10. "Raise Hell in Heaven" - 3:32
11. "Deadache" - 3:28
12. "Devil Hides Behind Her Smile" - 4:12
13. "Missing Miss Charlene" - 5:10